# Slovenija na Svetovnem prvenstvu v hokeju na ledu 1996
Slovenija je na Svetovnem prvenstvu v hokeju na ledu 1996 C, ki je potekalo med 22. in 31. marcem 1996 v Sloveniji, na Jesenicah in Bledu, s petimi zmagami in dvema porazoma zasedla tretje mesto.

## Postava
- Selektor: Vladimir Krikunov
- Vratarji: Luka Simčič, Zvonimir Bolta, Aleš Petronijevič
- Branilci: Robert Ciglenečki, Borut Potočnik, Igor Beribak, Bojan Zajc, Elvis Bešlagič, Andrej Brodnik, Tom Jug, Boris Kunčič, Borut Vukčevič, Boštjan Kranjc
- Napadalci: Marko Smolej, Toni Tišlar, Rok Rojšek, Tomaž Vnuk, Jure Vnuk, Marjan Gorenc, Nik Zupančič, Dejan Kontrec, Ivo Jan, Peter Rožič, Andrej Razinger, Jure Smolej, Edvin Karahodžič, Dejan Varl

## Tekme
| 22. marec 1996 | Kazahstan | 4–2 | Slovenija | Dvorana Podmežakla, Jesenice |

| Poročilo tekme | Poročilo tekme | Poročilo tekme  | Poročilo tekme | Poročilo tekme |
| -------------- | -------------- | --------------- | -------------- | -------------- |
| Začetek: 19:00 |                | (1:1, 2:0, 1:1) |                |                |

| 23. marec 1996 | Slovenija | 5–1 | Romunija | Ledena dvorana Bled, Bled |

| Poročilo tekme | Poročilo tekme | Poročilo tekme  | Poročilo tekme | Poročilo tekme |
| -------------- | -------------- | --------------- | -------------- | -------------- |
| Začetek: 15:30 |                | (1:0, 1:1, 2:0) |                |                |

| 25. marec 1996 | Estonija | 3–6 | Slovenija | Ledena dvorana Bled, Bled |

| Poročilo tekme | Poročilo tekme | Poročilo tekme  | Poročilo tekme | Poročilo tekme |
| -------------- | -------------- | --------------- | -------------- | -------------- |
| Začetek: 15:30 |                | (1:2, 1:1, 1:3) |                |                |

| 26. marec 1996 | Slovenija | 2–4 | Ukrajina | Dvorana Podmežakla, Jesenice |

| Poročilo tekme | Poročilo tekme | Poročilo tekme  | Poročilo tekme | Poročilo tekme |
| -------------- | -------------- | --------------- | -------------- | -------------- |
| Začetek: 19:00 |                | (1:3, 0:0, 1:1) |                |                |

| 28. marec 1996 | Madžarska | 3–4 | Slovenija | Dvorana Podmežakla, Jesenice |

| Poročilo tekme | Poročilo tekme | Poročilo tekme  | Poročilo tekme | Poročilo tekme |
| -------------- | -------------- | --------------- | -------------- | -------------- |
| Začetek: 19:00 |                | (1:1, 1:1, 1:2) |                |                |

| 29. marec 1996 | Slovenija | 10–2 | Kitajska | Dvorana Podmežakla, Jesenice |

| Poročilo tekme | Poročilo tekme | Poročilo tekme  | Poročilo tekme | Poročilo tekme |
| -------------- | -------------- | --------------- | -------------- | -------------- |
| Začetek: 19:00 |                | (2:1, 5:0, 3:1) |                |                |

| 31. marec 1996 | Hrvaška | 2–13 | Slovenija | Ledena dvorana Bled, Bled |

| Poročilo tekme | Poročilo tekme | Poročilo tekme  | Poročilo tekme | Poročilo tekme |
| -------------- | -------------- | --------------- | -------------- | -------------- |
| Začetek: 15:30 |                | (0:4, 1:6, 1:3) |                |                |